# Agustín Creevy
Agustín Creevy (La Plata, 15 de marzo de 1985) es un exjugador argentino de rugby profesional que se desempeñaba en la posición de hooker, pero también jugó de ala. El 5 de agosto de 2023 se convirtió en el primer jugador argentino de rugby en alcanzar los 100 partidos con la selección argentina.

## Carrera
Agustín comenzó a jugar al rugby en el club San Luis, en la ciudad de La Plata. Hizo su debut en Selección nacional a los 20 años en un partido contra Japón en 2005, jugando de ala. Dos años después, firmó su primer contrato profesional con el Biarritz. Sin embargo, jugó muy poco en su primera temporada en el equipo, en donde jugaban jugadores del seleccionado de Francia como Serge Betsen.
En la segunda temporada tuvo una lesión en el hombro de la cual tuvo que ser operado y transitó una recuperación muy larga. Durante el tiempo que estuvo lesionado, el entrenador de la selección argentina de rugby, Santiago Phelan, sugirió que cambiara de posición a hooker, donde Creevy luego pidió y le fue dado un permiso del Biarritz en enero de 2009 para volver a Argentina para adaptarse a jugar en su nueva posición.
Creevy tuvo apenas un año para acomodarse a esta nueva posición, y para hacerlo volvió a jugar al rugby amateur de su club de origen San Luis. En tan solo un año fue nuevamente convocado por el seleccionado nacional para sumarse a una de sus giras internacionales.
Luego de asentarse como el segundo hooker de Argentina a lo largo del 2010, fue fichado por Clermont como un Jocker Medical para el lesionado Willie Wepener en octubre de 2010. Sin embargo, solo jugó 2 minutos durante sus 3 meses de estadía en Clermont, y volvió a los Pampas XV en 2011. Después de la campaña invicta de los Pampas XV, fue fichado por un equipo del Top 14 Francés, el Montpellier.
Fue convocado para la Copa Mundial de Rugby 2011, donde participó de todos los partidos.
Agustín es conocido por un muy buen manejo de la pelota con las manos para ser un hooker, su buena habilidad para el "offloading" le ha hecho ganarse el apodo de "Sonny Bill" Creevy por algunos aficionados de Montpellier.
En el 2013, y a pesar de ser el Hooker titular de Montpellier, Creevy partió hacia Inglaterra para unirse al tradicional Worcester Warriors donde disputó dos temporadas de Premiership con el equipo.
En el 2014, Daniel "el Huevo" Hourcade designó a Creevy como Capitán del seleccionado nacional de Rugby "Los Pumas". Creevy fue capitán durante el Mundial de Rugby 2015 en Inglaterra, equipo que alcanzó el cuarto puesto en la competencia. Creevy vistió la cinta de Capitán en 51 tests matches, siendo el capitán argentino de los Pumas que más veces llevó la cinta.
En 2015, fue seleccionado para formar parte de la Selección argentina que participó en la Copa del Mundo. y fue Capitán del equipo. Finalizado el Mundial, Creevy fue de los primeros jugadores en firmar contrato con la UAR para formar parte de Jaguares, la primera franquicia argentina creada para participar en el Súper Rugby. Fue capitán del equipo en las temporadas del 2016 y 2017.
En el 2019 Agustín fue convocado para participar del Mundial de Japón 2019 representando a Argentina.
Permaneció en el equipo de Jaguares hasta 2020 cuando, debido a la crisis de Jaguares por la pandemia del COVID-19 y a pesar de tener un contrato hasta el 2021, Jaguares se disolvió.
En 2020 recibió el Diploma al Mérito de los Premios Konex como uno de los 5 mejores jugadores de rugby de la última década en Argentina.
London Irish London Irish lo reclutó en el 2020 y jugó en el club hasta 2023 cuando el Club fue suspendido de la Premiership. Creevy tuvo excelente temporadas en London Irish, siendo uno de los máximos anotadores del torneo.
En 2023 el club London Irish fue excluido de las competencias por problemas financieros y sus jugadores quedaron libres. Es en este contexto que Agustín recibe la oferta y pasa a formar parte de los Sale Sharks.
En el 2023 Agustín Creevy se metió en la historia grande del rugby argentino al ser el primer Jugador de rugby argentino en alcanzar los 100 partidos con los Pumas, lo hizo ante Sudáfrica.
Creevy disputó el Mundial de Francia 2023, siendo este su cuarto Mundial, batiendo varios récords, tales como ser el jugador argentino que más veces vistió la camiseta nacional en copas del mundo. Agustín Creevy es un hombre récord de los Pumas, y un símbolo del rugby argentino.
En 2024, Agustín Creevy terminó contrato con Sale Sharks. Volvió del retiro de la selección argentina para jugar algunos partidos del Rugby Championship 2024 por una plaga de lesiones en el seleccionado. El 2 de octubre de 2024 se confirmó su fichaje por Benetton Rugby Treviso del United Rugby Championship. En 2025 termina su carrera profesional. 
El 13 de agosto de 2025 aparece en el programa Paren La Mano de Vorterix.
El 16 de agosto de 2025 jugó su último partido con Club San Luis Rugby de La Plata, retirandose del rugby deportivo.

## Estadísticas

### Selecciones nacionales
| Período   | Selección          | Partidos | Pts. |
| --------- | ------------------ | -------- | ---- |
| 2004      | Argentina Sub-19   | 0        | 0    |
| 2005-2006 | Argentina Sub-21   | 0        | 0    |
| 2005-2008 | Argentina A        | 5        | 10   |
| 2009      | Jaguares Argentina | 8        | 20   |
| 2005-2024 | Pumas              | 110      | 30   |

*Actualizado hasta el 5 de agosto de 2023.

### Clubes

#### Amateurismo en laURBA
| Período | Club          | País      |
| ------- | ------------- | --------- |
| 2010    | Club San Luis | Argentina |
| 2015    | Club San Luis | Argentina |

#### Profesionalismo
| Período   | Club                   | País       | Liga/competición                                      |
| --------- | ---------------------- | ---------- | ----------------------------------------------------- |
| 2007-2009 | Biarritz               | Francia    | Top 14                                                |
| 2009-2010 | Pampas XV              | Argentina  | Pacific Rugby Cup                                     |
| 2010-2011 | Clermont               | Francia    | Top 14                                                |
| 2011      | Pampas XV              | Argentina  | Pacific Rugby Cup                                     |
| 2011-2013 | Montpellier            | Francia    | Top 14                                                |
| 2013-2015 | Worcester Warriors     | Inglaterra | RFU Championship (2°div.) Premiership Rugby (1° div.) |
| 2016-2020 | Jaguares (Franquicia)  | Argentina  | Super Rugby                                           |
| 2020-2023 | London Irish           | Inglaterra | Premiership Rugby                                     |
| 2023-2024 | Sale Sharks            | Inglaterra | Premiership Rugby                                     |
| 2024-2025 | Benetton Rugby Treviso | Italia     | United Rugby Championship                             |

## Palmarés y distinciones notables
- Vodacom Cup 2011 (Pampas XV)[18]
- Capitán de la Selección nacional (2014-2019)[19]
- Capitán de Jaguares en las temporadas 2016 y 2017.
- Premio Konex -Diploma al mérito- (2020)